# Антияпонская армия спасения страны
Антияпонская армия спасения страны — добровольческая армия, возглавляемая Ли Хайцзином и участвовавшая в антияпонском движении в Маньчжоу-Го. Насчитывала более 10 000 партизан, оснащенных легкой артиллерией и многочисленными пулеметами. Действовали южнее Кирина (современная провинция Хэйлунцзян). Ли расположил штаб-квартиру в Фуюе и контролировал территорию вокруг этого селения и на юг в сторону Нунъаня.